# 皮尼拉斯縣
皮尼拉斯县（英語：Pinellas County）是位於美国佛罗里达州的一個縣，位於佛罗里达半岛西岸的皮尼拉斯半島上，西臨墨西哥湾，東臨坦帕湾，面積1,574平方公里。根據美国人口普查局2020年統計，共有人口95萬9,107人。縣治克利爾沃特，最大城市為聖彼得堡。該縣成立於1911年5月23日，縣名是西班牙语「Punta Piñal」，意思是「松樹角」。